# مشترک‌المنافع لهستان–لیتوانی
مشترک‌المنافع لهستان–لیتوانی (به لهستانی: Rzeczpospolita Obojga Narodów، به لاتین: Abiejų Tautų Respublika, Žečpospolita) که با نام‌های لهستان–لیتوانی و پس از سال ۱۷۹۱ به عنوان مشترک‌المنافع لهستان هم شناخته می‌شد، یک فدراسیون بین پادشاهی لهستان و دوک‌نشین بزرگ لیتوانی بود که از سال ۱۵۶۹ تا ۱۷۹۵ میلادی وجود داشت. این کشور از بزرگ‌ترین و پرجمعیت‌ترین کشورهای اروپای قرن شانزده تا هجدهم بود. مشترک‌المنافع لهستان–لیتوانی در اوجش در اوایل قرن هفدهم، حدود ۱ میلیون کیلومتر مربع وسعت داشت و تا سال ۱۶۱۸ دارای جمعیتی چندقومی بالغ بر حدود ۱۲ میلیون نفر بود. زبان‌های رسمی این کشور لهستانی و لاتین و کاتولیک دین رسمی بود.
اتحاد لوبلین، مشترک‌المنافع لهستان–لیتوانی را در ۱ ژوئیه ۱۵۶۹ به عنوان یک کشور واحد تأسیس کرد. این دو کشور پیشتر از زمان توافق‌نامه کروو در سال ۱۳۸۵ (اتحادی لهستان-لیتوانی) و ازدواج متعاقب ملکه یادویگا لهستان با یوگایلا دوک بزرگ لیتوانی که بعداً با عنوان ولادیسلاو دوم لهستان تاج‌گذاری کرد، به صورت دفاکتو در یک اتحاد شخصی بودند. نواده آنها سیگیسموند دوم آگوستوس، این ادغام را برای تقویت مرزهای قلمرو خود و حفظ وحدت اجباری کرد؛ زیرا جانشینی از خود نداشت. مرگ او در سال ۱۵۷۲ پایان سلسله یاگیلونی را رقم زد. این سلسله یک پادشاهی انتخابی را معرفی کرد که در آن اعضای خانواده‌های اشرافی داخلی یا سلسله‌های خارجی برای تمام عمر برای پادشاهی انتخاب می‌شدند.
پس از یک دوره طولانی شکوفایی، مشترک‌المنافع لهستان–لیتوانی تحت حملات مداوم و ترکیبی از سوی همسایگانش قرار گرفت و وارد دوره‌ای از زوال سیاسی و نظامی دراز مدت شد. ضعف فزاینده آن منجر به تقسیم قلمروش بین همسایگان وقت یعنی اتریش، پروس و روسیه در اواخر قرن هجدهم شد. کمی پیش از فروپاشی، در مشترک‌المنافع لهستان–لیتوانی کوشش‌های اصلاحاتی بزرگی صورت گرفت و قانون اساسی ۳ مه ۱۷۹۱ تصویب شد که اولین قانون اساسی مدون نوین در تاریخ اروپا و دومین در تاریخ جهان پس از قانون اساسی ایالات متحده بود.